# Ambroise Gardeil
Ambroise Gardeil (Nancy, Francia, 29 de marzo de 1859 - 2 de octubre de 1931) fue un sacerdote, fraile dominico, filósofo y teólogo francés. Fue seguidor de santo Tomás de Aquino a quien lee en íntima relación con san Agustín. Fue maestro de toda una generación de maestros dominicos, entre ellos Réginald Garrigou-Lagrange.

## Trayectoria
Nació en Nancy (Francia) en 1859. Ingresó en la Orden de Predicadores en 1878, y, en 1884, acabados sus estudios de Letras clásicas, Humanidades, Filosofía y Teología, comienza a enseñar Teología, en particular el tratado De Locis Theologicis. 
De 1888 a 1911 es profesor de Dogma y Moral. Es jefe de estudios en Le Saulchoir desde 1893, es también cofundador (con Coconnier y Mandonet) de la Revue Thomiste, en la que publicó muchos de sus estudios. Maestro de toda una generación de profesores dominicos de teología, que le siguieron, en 1911 abandona la enseñanza, dedicando su tiempo a madurar sus obras y a la vida apostólica.
Fue uno de los maestros tomistas que dedicó su obra a la renovación de los estudios de filosofía y teología.

## Pensamiento
Se enfrentó, primero, con el cientifismo del siglo XIX; luego, con el sentido de la «Acción» (Blondel), y después con el movimiento modernista. Su doctrina es un comentario de Tomás de Aquino especialmente en la dirección de Juan de Santo Tomás. Su apertura final llegó a hacer pensar que se hacía «agustiniano», aunque en realidad se trataba de una lectura de san Agustín desde santo Tomás de Aquino. Su influencia no fue inmediata, sino que se ha ido evidenciando en sus discípulos.

## Obras

### Libros:[2]
- La crédibilité et l'apologétique (París, 1908).
- Le donné révélé et la théologie (París, 1909).
- La structure de l'âme et expérience mystique, 2 vol. (París, 1927).
- Le Saint-Esprit dans la vie chrétienne (Juvisy, 1935). Publicación póstuma. Traducción española: El Espíritu Santo en la vida cristiana (Madrid, 1998, 1ª ed.).
- La vraie vie chrétienne (París, 1937). Publicación póstuma. Traducción española: La verdadera vida cristiana (Buenos Aires, 1946).

Véase también la ficha de la Biblioteca nacional de Paris 

#### Reediciones por Sor Pascale-Dominique Nau, OP
- Le donné révélé et la théologie,  2017.
- Le Saint-Esprit dans la vie chrétienne, 2017.
- Les Dons du Saint-Esprit dans les Saints dominicains: Étude de psychologie surnaturelle et lectures pour le temps de la Pentecôte,  2017.
- La crédibilité et l'apologétique, 2019.
- La Structure de l'âme et l'expérience mystique, vol. 1,  2019.
- La Structure de l'âme et l'expérience mystique, vol. 2,  2019.